# IC 3965
IC 3965 ist eine linsenförmige Galaxie vom Hubble-Typ E5 im Sternbild Coma Berenices am Nordsternhimmel, die schätzungsweise 625 Millionen Lichtjahre von der Milchstraße entfernt ist.

Im selben Himmelsareal befinden sich u. a. die Galaxien IC 3934, IC 3937, IC 3950, IC 3951.
Das Objekt wurde am 27. Januar 1904 von Max Wolf entdeckt.